# Język sangu
Język sangu – język z rodziny bantu, używany w Gabonie. W 2007 roku liczba mówiących wynosiła ok. 30 tys.